# Asesinato de Maria Nilce
El 5 de julio de 1989, la presentadora, escritora y periodista brasileña Maria Nilce dos Santos Magalhães (nacida el 23 de junio de 1989 en Fundão), fue asesinada en la Rua Aleixo Neto, Praia do Canto, Vitória, Espírito Santo, Brasil, en el que participaron miembros de la Policía Civil y Militar. Durante la investigación surgieron implicaciones por narcotráfico y robo de vehículos. Algunos acusados fueron condenados, otros absueltos.

## Víctima
Maria Nilce dos Santos Magalhães (Fundão, 23 de julio de 1941 - Vitória, 5 de julio de 1989) fue una periodista, presentadora y escritora brasileña. Nació en 1941 en la hacienda Fundão dos Índios, en el distrito de Timbuí, en Fundão, la novena de once hijos de Tertuliano Tauríbio dos Santos y Ana Cleta dos Santos. Se casó con un periodista el 29 de abril de 1961 y vivió en Vitória, donde tuvo cuatro hijos. Inició su carrera en 1967, escribiendo la columna social diaria M. S. M. en el diario A Tribuna. Presentó el programa Cosas y Personas Muy Importantes, de TV Vitória, y fue jueza del programa A Hora da Buzina, presentado por Chacrinha, de la Rede Globo. Compró el Jornal da Cidade, dejando así el diario A Tribuna. El periodista también escribió libros y promovió fiestas benéficas y desfiles de moda en Vitória.

## Asesinato
En el momento del asesinato de Maria Nilce, se hizo pública la llamada Conexión Vitória-Bolivia, un caso de tráfico de drogas y robo de vehículos que involucraba a agentes de policía. La periodista escribió críticas al tráfico de drogas en su columna social del Jornal da Cidade, en la que también amenazó con denunciar a los sospechosos.
A las 7 de la mañana del 5 de julio de 1989, Maria Nilce llegó con su hija al gimnasio Corpo e Movimento, en la Rua Aleixo Neto, en Praia do Canto, Vitória, ubicado a 400 metros de su residencia. Los dos solían ir al gimnasio a pie, pero ese día fueron en auto, porque luego su hija iría a la universidad donde estudiaba. Después de que el periodista bajó del vehículo, un hombre apuntó con un arma a la nuca del periodista y disparó un primer tiro, que falló. La hija gritó para alertar a su madre, que corrió hacia un autobús que estaba en la parada frente al gimnasio, cuando recibió tres de los cuatro disparos del hombre que la había seguido. Maria Nilce fue trasladada al Hospital das Clínicas, pero llegó ya muerta.

## Investigación y desarrollo
Las investigaciones fueron realizadas por los delegados Josino Bragança y Cláudio Antônio Guerra. Guerra expresó interés en participar en las investigaciones, lo que generó el rechazo de la cúpula de la Policía Federal. Después de escuchar a varias personas, los delegados señalaron como sospechosos a dos policías de Campos dos Goytacazes. Bragança declaró que "Maria Nilce fue asesinada por lo que dijo y, principalmente, por lo que iba a decir". Guerra dijo a la prensa que la víctima "sabía demasiado sobre la participación de personas influyentes en el narcotráfico, y por eso fue asesinada" y, el mismo día, reveló a Bragança los nombres de cinco sospechosos de la ejecución y acusó a otros seis personas como remitentes.
El Ministerio Público solicitó al Juzgado que las investigaciones fueran realizadas por la Policía Federal y, en septiembre de 1989, el caso fue transferido de la Policía Civil a la Policía Federal, la cual, en lugar de las personas presentadas por la Policía Civil, imputó a otras seis personas, quienes integraban el llamado Sindicato del Crimen: el empresario José Alayr Andreatta; el policía civil Romualdo Eustáquio da Luz Faria, el japonés; el policía militar César Narciso de Souza; el pistolero José Sasso; el piloto de línea aérea Marcos Egydio Costa; y el funcionario de la Policía Civil Charles Roberto Lisboa. Para la Policía Federal, Andreatta habría contratado a Faria para cometer el asesinato, y él habría subcontratado a Sasso y Narciso. Estos dos habrían huido juntos del lugar del crimen en un Beetle y luego habrían partido hacia el estado de Río de Janeiro, en un avión pilotado por Costa. Uno de los acusados de participación, Lisboa, trabajó en las investigaciones sobre el asesinato de Maria Nilce.

### Decisiones judiciales y asesinatos de imputados
El sospechoso que disparó, José Sasso, murió en prisión en 1992. Fue acusado de haber matado a Anastácio Cassaro, alcalde de São Gabriel da Palha. La sospecha en ese momento era que Sasso fue asesinado por envenenamiento después de beber el té que su novia llevó a prisión.
En 2006, el autor intelectual Andreatta fue condenado a prisión, con una pena de 13 años, y el piloto Costa, con una pena de 9 años y 4 meses. Inicialmente, Andreatta pudo apelar libremente, pero, tras un recurso de apelación del Ministerio Público estatal, el Tribunal ordenó su arresto y el condenado se entregó a la policía en 2007, quedando posteriormente en libertad por decisión del Tribunal Superior de Justicia. El caso quedó firme y, en julio de 2012, se giró su orden de aprehensión, siendo detenido en febrero de 2013. Costa fue asesinado en 2012 en Jacaraípe, en el municipio de Serra.
Lisboa y Faria alegaron locura mental ante los tribunales. Lisboa fue absuelto en 2011. Faria pasó 27 días en prisión en 1989 por el caso de María Nilce. Terminó condenado en 2008 por otro asesinato ocurrido en 1989, contra Valdívio Barbosa dos Santos, presidente del Sindicato de Trabajadores Rurales de Pedro Canário, y fue detenido por ese delito en 2012. Faria fue condenado en 2013 a 17 años de prisión ( reducida a 15 años, 5 meses y 1 día por haber estado preso en 1989 y desde 2012), sin derecho a pena sustitutiva.
Narciso fue absuelto, pero el Ministerio Público apeló. Narciso fue juzgado nuevamente en 2012, por un jurado popular, y fue condenado a 19 años de prisión por 4 votos contra 3, pero apeló estando en libertad.